# Куно I фон Виненбург
Куно I/II фон Виненбург (на немски: Cuno/Kuno I/II von Winnenburg; † 12 ноември 1338) e господар на господството Винебург на Мозел във Вестервалд в Рейнланд-Пфалц.
Той е син на Вирих фон Виненбург († сл. 1321) и съпругата му Гезела/Гоцела († сл. 1293). Внук е на Даниел фон Виненбург († 1277/1279) и Елизабет фон Валдек († сл. 1282), дъщеря на Удо (Рудолф II) фон Валдек († 1259/1262) и Беатрикс фон Бланкенберг († сл. 1259). Правнук е на Куно де Винесберг († сл. 1249) и Юлиана фон Багхайм.
През 1362 г. синовете му Куно II/III и Герлах наследяват и собствеността на дядо им Герлах фон Браунсхорн и през 1363 г. също господството Байлщайн със замък Байлщайн.

## Фамилия
Куно I фон Виненбург се жени пр. 20 декември 1330 г. за Лиза/Елизабет фон Браунсхорн († сл. 20 септември 1368), единствената дъщеря на Герлах фон Браунсхорн († 1361/1362) и първата му съпруга Йоханета фон Оурен-Ройланд († 1335/1336), вдовица на Арнолд фон Ройлант-Даун († 1314), дъщеря на Йохан фон Оурен († 1349). Те имат децата:
- Куно II фон Виненбург-Байлщайн/ III († между 1 март 1394 и 9 август 1396), господар на Винебург и Байлщайн, женен пр. 13 юли 1348 г. за Маргарета фон Даун-Щайн († сл. 1389), дъщеря на Рейнграф Йохан I фон Щайн († 1333) и Хедвиг фон Даун-Грумбах († 1365)
- Герлах фон Виненбург-Байлщайн († между 30 октомври 1382 и 11 май 1387), женен на 28 януари 1372/пр. 11 февруари 1375 г. за Лукарда фон Брол († сл. 1375/1385), дъщеря на Конрад фон Брол († 1387) и София фон Хадамар († сл. 1395); баща на Йохан I фон Виненбург-Байлщайн († сл. 1444)
- Лиза фон Виненбург-Байлщайн († 21/26/28 януари 1378), омъжена за Фридрих Кемерер фон Вормс-Бопард († 11 май 1388)
- Жанета фон Виненбург-Байлщайн († сл. 1402), омъжена за Улрих фон дер Щайне († сл. 1347)